# Alice Jacobs
Alice Jacobs (* 12. August 1879 in Saint-Rambert-d’Albon, Frankreich; † nach 1940) war eine deutsche Porträt-, Landschafts- und Stilllebenmalerin.

## Leben
Jacobs studierte an der Damenmalschule von Wilhelm Schneider-Didam in Düsseldorf. Dort ließ sie sich auch nieder. In den 1920er und 1930er Jahren lebte sie als Kunstmalerin im Stadtteil Pempelfort.

## Werke (Auswahl)
- 1922: Herrenbildnis in der Großen Kunstausstellung im städtischen Kunstpalast in Düsseldorf (damals im Besitz von  W. Vogelsang, Dortmund)[3]
- 1930: Stilleben im Mai und Herbstabend in der Rhön in der Juryfreien Kunstausstellung des Vereins zur Veranstaltung von Kunstausstellungen e. V. in Düsseldorf, vom 16. Mai bis 5. Oktober 1930[4]